# Teatry w Toruniu

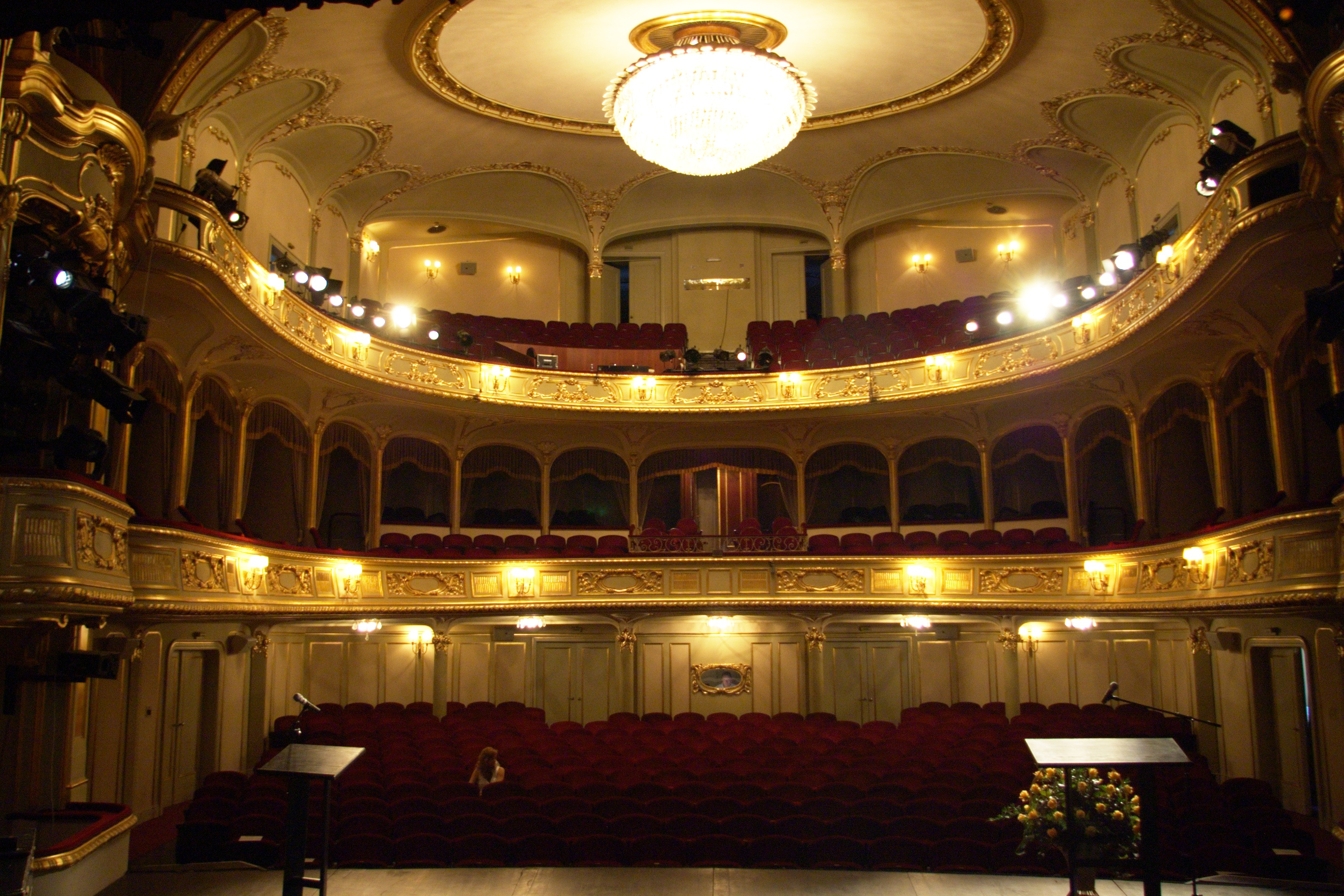
Widownia Teatru im. Wilama Horzycy

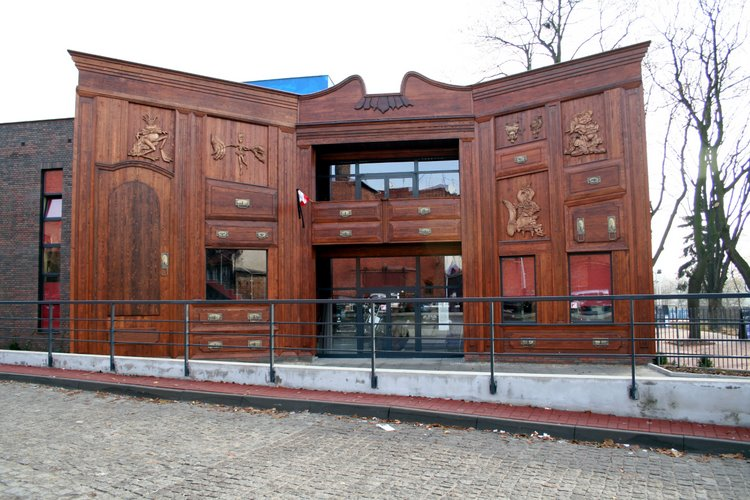
Teatr Baj Pomorski

Teatry w Toruniu – instytucje teatralne znajdujące się w Toruniu.
Tradycje teatru w Toruniu sięgają XVI wieku. W II połowie XVII wieku rozwinęły się teatry szkolne, prowadzone przez Gimnazjum Akademickie oraz kolegium jezuickie. Niewiele wiadomo o początkach działalności teatru jezuickiego, założonego jeszcze w I połowie XVII wieku. Obie szkoły wystawiały głównie sztuki religijne i antyczne. Kolegium wystawiało sztuki z okazji rozpoczęcia i zakończenia roku szkolnego (wówczas o tematyce biblijnej bądź antycznej) oraz podczas karnawału. Spośród scen szkolnych Prus Królewskich przełomu XVII i XVIII wieku scena toruńska cieszyła się największą renomą. Pod koniec XVII wieku w Toruniu pojawiły się wędrowne trupy teatralne, jednak informacje o nich są szczątkowe. W 1684 roku w Toruniu wystąpiła trupa Hochdeutsche Compagnie, która przedstawiła widowisko z okazji zwycięstwa Jana III Sobieskiego pod Wiedniem.
Największym i najważniejszym teatrem w Toruniu jest Teatr im. Wilama Horzycy. Mieści się on w budynku wzniesionym w 1904 roku przy placu Teatralnym, będącym najstarszym budynkiem teatralnym w mieście. Pierwotnie teatr nosił nazwę Stadttheater Thorn. W swoim założeniu miał on być bastionem kultury niemieckiej. W listopadzie 1920 roku, kilka miesięcy po powrocie Torunia do Polski, w gmachu teatru zaczął działać pierwszy polski teatr publiczny Państwowy Teatr Narodowy. Pierwszą wystawioną sztuką była Zemsta Aleksandra Fredry. W 1924 roku przy teatrze założono studio teatralne. W latach 1941–1942 gmach został przebudowany przez Niemców. W 1960 roku teatr przyjął nazwę imienia Wilama Horzycy, na cześć dyrektora teatru w latach 1945–1948. W 1991 roku teatr organizuje Międzynarodowy Festiwal Teatralny „Kontakt”.
Podczas II wojny światowej w Domu Harcerskim przy ul. Piernikarskiej 9 mieścił się niemiecki Teatr Zamkowy. Od 1946 roku w budynku działa Teatr Baj Pomorski, do 1992 roku noszący nazwę Państwowy Teatr Lalki i Aktora „Baj Pomorski”. Założycielką teatru była Irena Pikiel-Samorewiczowa. Teatr został założony w październiku 1945 roku w Bydgoszczy, jednak siedem miesięcy później został przeniesiony do Torunia. Gmach teatru był przebudowywany w latach 50. XX wieku oraz w 2006 roku.
W styczniu 2014 roku założono Kujawsko-Pomorski Teatr Muzyczny, będący jedynym w województwie kujawsko-pomorskim teatrem specjalizującym się w spektaklach muzycznych.
W Toruniu działają również: Plastyczny Teatr Symbolu (od 1991) Teatr Vaška, Teatr Impresaryjny „Afisz”, Teatr „Scena Młodych Studio ’P’” (w ramach Młodzieżowego Domu Kultury). W latach 1950–2019 działał również Teatr Lalek „Zaczarowany Świat”, a do pozbawienia własne siedziby około 2017 roku Teatr Wiczy.
Spośród festiwali w Toruniu odbywają się: Międzynarodowy Festiwal Teatralny „Kontakt” (co dwa lata), Alternatywne Spotkania Teatralne „Klamra”, Międzynarodowy Festiwal Teatrów Lalek „Spotkania”, Toruńskie Spotkania Teatrów Jednego Aktora (corocznie).